# Centrale termica e cabina apparati centrali
La centrale termica e la cabina apparati centrali sono opere di corredo alla stazione di Firenze Santa Maria Novella, disegnate a partire dal 1929 da Angiolo Mazzoni.

## Storia
L'edificio della centrale termica e della cabina apparati centrali della stazione di SMN fu progettato dall'ingegner Angiolo Mazzoni, responsabile dell'ufficio tecnico delle Ferrovie, tra il 1927 e il 1929, come parte di un più ampio disegno che comprendeva l'edificio Poste e Telegrafi su via Alamanni, il dopolavoro ferroviario, il fabbricato della squadra Rialzo ed il cavalcavia sul viale Fratelli Rosselli.
Del progetto della centrale termica venne dato formale incarico al Mazzoni nel 1929, mentre solo successivamente l'ente delle Ferrovie decise la costruzione dell'edificio della Cabina apparati, imponendo quindi al progettista la soluzione del problema del raccordo tra i due corpi di fabbrica.
La proposta per gli impianti della stazione fu approvata con decreto del 9 febbraio 1932 dal Ministro delle comunicazione Ciano, in dipendenza della costruzione della nuova stazione, e venne autorizzata la spesa di £ 11.500.000.
Sulla base del progetto del Mazzoni, il 14 luglio 1933 venne stipulato il contratto di appalto tra l'ente Ferrovie dello Stato e l'impresa costruttrice Bianchi Gabbriello e figli di Pisa e riguardante precisamente la costruzione dell'edificio per la centrale termica, dei cunicoli per le condotte di vapore e della cabina per gli apparati centrali della nuova stazione di Santa Maria Novella. I lavori si conclusero il 15 giugno 1934, precedendo di poco la costruzione del Fabbricato Viaggiatori della stazione stessa.
Funzione della centrale termica era quella di bruciare il carbone per il riscaldamento dei locali della stazione e dei vagoni passeggeri, e doveva quindi comprendere locali con varie destinazioni d'uso.
Le quattro caldaie al suo interno erano del tipo "a tubi verticali, a 3 corpi", le strutture dei camini per la canalizzazione dei fumi erano di tipo "Prat" e insieme alle altre opere in ferro della passerella e della scala elicoidale vennero disegnati e calcolati dalla società Anonima Pignone nel febbraio 1934.

## Collocazione urbanistica
Defilato rispetto all'arteria di grande traffico del viale Fratelli Rosselli, il complesso della Centrale termica e della Cabina apparati si scopre inaspettato nell'angolo tra le tranquille via delle Ghiacciaie e via della Cittadella.
Con l'originalità della serrata volumetria, le inedite soluzioni formali e l'aggressività del colore rosso mattone dei parametri, il complesso si pone come oggetto straniante nell'anonima edilizia circostante.

## Descrizione

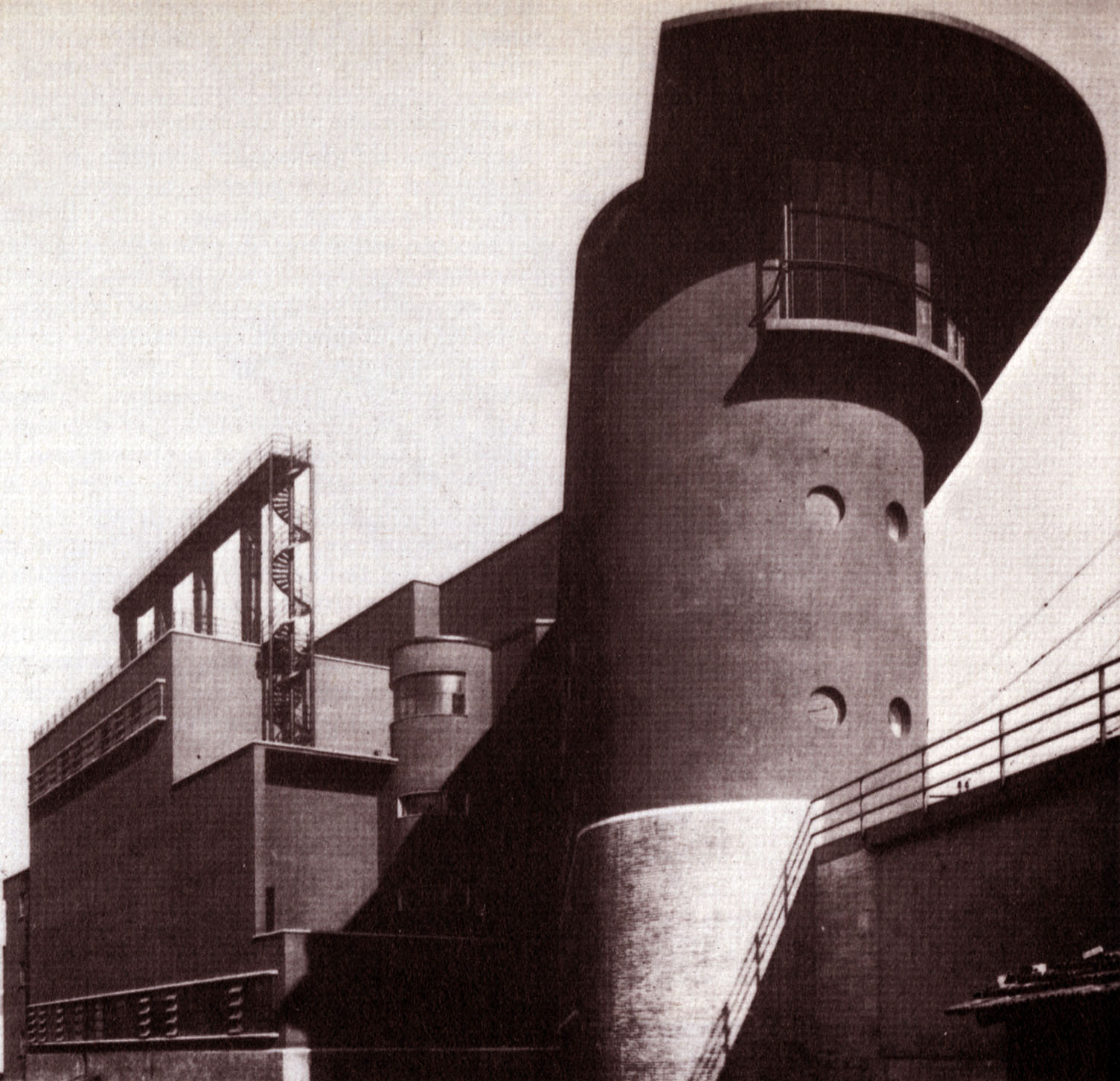
La centrale termica e cabina apparati stazione di Firenze 1932

Il fronte posteriore affaccia direttamente sui binari esplicitando un forte segnale tecnologico. Si sviluppa con un'articolata planimetria nella quale si individuano cinque parti dell'organismo, distinti secondo le originarie funzioni interne: un corpo principale costituito dalla Centrale termica che comprendeva, alla quota di via delle Ghiacciaie, il locale delle ceneri e il locale per gli accumulatori di vapore, alla quota del ferro la sala delle caldaie e alla quota del secondo solaio il vano per l'immissione del carbone nelle tramogge. 
Immediatamente adiacente vi è il corpo posto in angolo con via della Cittadella, elevato su tre piani ed organizzato con il locale per le pompe di alimentazione e distribuzione e gli uffici alla quota stradale, uffici al primo piano e due alloggi al secondo piano; il corpo adiacente alla sala delle caldaie sul lato della Cabina apparati, destinato ai locali triturazione e preparazione del carbone alla quota stradale, all'ingresso dei carri e allo scarico del carbone alla quota del ferro e, alle quote superiori, ai locali di servizio complementari; il corpo "cerniera" tra la Centrale e la Cabina, comprendente il corpo scala abbinato all'elevatore del carbone, le scale di servizio della Cabina stessa e il volume semicilindrico destinato a servizi e spogliatoi. Infine, il corpo vero e proprio della Cabina apparati, di forma allungata con testata semicircolare verso via delle Ghiacciaie.
La struttura costruttiva è in cemento armato del tipo a telaio organizzata con differenti tipi di orditure e tamponamenti in laterizio. Il muro di sostegno dal lato binari, che realizza il dislivello di 5,20 m tra il piano stradale e il piano del ferro, è in pietrame con una sezione progressivamente rastremata a partire da una base di circa 2 m. All'esterno il complesso si configura come una serrata articolazione di volumi fra loro strettamente compenetrati, caratterizzati da fronti differenziati in senso pienamente autonomo.
La connotazione formale, con richiami e citazioni mutuati dalle esperienze futuriste e costruttiviste, si affida sostanzialmente all'aperta e immediata dichiarazione delle funzioni tecnologiche svolgentesi all'interno.
Su via delle Ghiacciaie, su cui si apre l'ingresso rialzato di sei gradini, l'edificio della Cabina apparati presenta una fascia basamentale fino alla quota dei binari, realizzata da una tessitura di mattoni a vista conclusa da una cornice in travertino oltre la quale si distende la muratura intonacata di colore marrone chiaro, ritmata da una serie di quattro finestre di forma e in numero differente su ciascuno dei quattro livelli. La testata semicircolare è dotata di quattro ampie finestrature sui due livelli inferiori e della grande vetrata in aggetto all'ultimo livello che, in coerenza con le funzioni della sala manovre, comprende l'intera parete. Il finestrone in ferro adotta vetri colorati verde blu in modo da schermare la luce; il grande serramento è inoltre provvisto di sportelli speciali con telaio e controtelaio in ottone, scorrevoli su apposite guide. Il forte sbalzo della copertura, che inizia già dalla testata semicircolare e prosegue per tutto il fronte sul lato binari, conclude la costruzione e ne determina un'ulteriore, potente caratterizzazione.
Il corpo di fabbrica di raccordo con la centrale termica è immediatamente individuabile su via delle Ghiacciaie per il volume semicilindrico, elevato su tre piani a partire dal terrazzamento al primo piano dell'edificio della Centrale. A partire da questo punto la costruzione adotta l'inedito, intensissimo colore rosso scuro.
La centrale vera e propria si configura come un grande parallelepipedo sagomato sul lato destro del fronte su via delle Ghiacciaie, connotato in senso costruttivista dalla presenza dei quattro fumaioli collegati da una passerella aerea raggiungibile tramite la scaletta elicoidale anch'essa in ferro, ancorata sul muro del fabbricato fino all'altezza della seconda terrazza. I fumaioli sono controventati con tiranti ancorati alla copertura piana dell'edificio, in modo da assicurare stabilità ai camini stessi e alla passerella.
Sul lato binari, la facciata della centrale termica appare quasi interamente finestrata in corrispondenza della sala delle caldaie, illuminata da otto altissime vetrate; una fila di finestrine fornisce invece luce all'ultimo piano.
Su via delle Ghiacciaie il fronte è segnato da una lunga vetrata orizzontale, incorniciata in travertino, che collega i due accessi carrabili aperti alle estremità. All'altezza dell'ultimo livello si ripete la fila di finestrine allungate. Più tradizionale l'impaginazione delle facciate del corpo di fabbrica in angolo con via della Cittadella, dove si apre l'ingresso alla Centrale, rialzato su sei gradini in travertino e sovrastato da una vetrata verticale per l'illuminazione delle scale interne.

## Fortuna critica
Se fin dalla nascita l'opera suscitò vivace ammirazione per l'aspetto squisitamente tecnico - la cabina elettrica, con il suo sistema di 280 leve per il comando degli scambi e dei segnali fu salutata come "la più perfetta, più complessa e completa, la più bella che esista in Italia e forse in Europa" - per il suo formalismo d'avanguardia, che suscitò gli entusiastici apprezzamenti di Marinetti, fu al contrario duramente attaccata da più parti e solo a partire dagli anni settanta si è avuta una rilettura dell'edificio della Centrale insieme alla più generale rivalutazione critica dell'opera mazzoniana.
Considerata come "l'altro gioiello architettonico in grado di competere, sul piano della qualità, con il contemporaneo fabbricato viaggiatori", il grande pregio della Centrale risiede proprio nell'immediata caratterizzazione all'esterno delle funzioni tecnologiche che ne fanno una sorta di gigantesco pezzo di "industrial design".
Nell'espressività dei pochi elementi cui si affida il linguaggio architettonico sia della Centrale che della Cabina apparati - torre cilindrica d'angolo, blocchi cubici ad incastro, scaletta a chiocciola in ferro, vetrate continue - è stata ravvisata "la fase dell'attività mazzoniana più vicina al linguaggio delle avanguardie europee" ed in particolare la memoria di un "futurismo attardato". La Centrale termica è stata inoltre interpretata "come la testimonianza inaccessibile (...) di un momento misterioso dell'architettura desunto dall'espressionismo, dal primo futurismo e dal costruttivismo" e più recentemente è stato ribadito che la Centrale è "indubbiamente e assolutamente macchina ma (...) disegnata con la consapevolezza espressiva di una architettura".